# The Best of Billie
The Best of Billie è un album di raccolta della cantante britannica Billie Piper, pubblicato nel 2005.

## Tracce
1. Because We Want To
2. Girlfriend
3. She Wants You
4. Party on the Phone
5. The Tide Is High
6. Honey to the Bee
7. I Dream
8. Day & Night
9. Bring It On
10. Promises
11. Something Deep Inside
12. First Love
13. G.H.E.T.T.O.U.T.
14. Caress the Gold
15. Walk of Life